# Novovoznesenka (Vesele), Zaporijjea
Novovoznesenka (în ucraineană Нововознесенка) este un sat în comuna Vesele din raionul Zaporijjea, regiunea Zaporijjea, Ucraina.

## Demografie
Componența lingvistică a localității Novovoznesenka
     Ucraineană (97,56%)
     Rusă (2,44%)
Conform recensământului din 2001, majoritatea populației localității Novovoznesenka era vorbitoare de ucraineană (97,56%), existând în minoritate și vorbitori de rusă (2,44%).